# Championnats du monde juniors de ski alpin 1982
Navigation
Édition suivante
Les Championnats du monde juniors de ski alpin 1982 sont la première édition des Championnats du monde juniors de ski alpin,. Ils se déroulent du 4 au 7 mars 1982 à Auron dans les Alpes-Maritimes. L'édition comporte huit épreuves : descente, slalom géant, slalom et combiné dans les catégories féminine et masculine. À l'image de ce qui se fait à l'époque en Coupe du monde (et même en ski acrobatique) le combiné n'est pas une épreuve à part mais la somme des résultats des trois autres épreuves et récompense les skieurs les plus polyvalents.
Avec neuf médailles sur vingt-cinq (et non pas vingt-quatre car deux médailles de bronze sont décernées lors du slalom féminin, Alexandra Probst et Minna Pelkonen terminant dans le même temps) dont deux titres, l'Autriche termine en tête du classement des nations devant la France et l'Italie. Côté performances individuelles, l'Autrichien Guido Hinterseer se distingue en remportant une médaille dans chaque discipline, dont le titre de combiné.

## Tableau des médailles
| Rang  | Nation               | Or | Argent | Bronze | Total |
| ----- | -------------------- | -- | ------ | ------ | ----- |
| 1     | Autriche             | 2  | 4      | 3      | 9     |
| 2     | France               | 2  | 1      | 1      | 4     |
| 3     | Italie               | 1  | 1      | 2      | 4     |
| 4     | Yougoslavie          | 1  | 1      | 1      | 3     |
| 5     | Suède                | 1  | 0      | 1      | 2     |
| 6     | Allemagne de l'Ouest | 1  | 0      | 0      | 1     |
| 7     | Suisse               | 0  | 1      | 0      | 1     |
| 8     | Finlande             | 0  | 0      | 1      | 1     |
| Total | Total                | 8  | 8      | 9      | 25    |

## Podiums

### Hommes
| Épreuves                 | Or                        | Argent                    | Bronze                    |
| ------------------------ | ------------------------- | ------------------------- | ------------------------- |
| Descente 4 mars 1982     | Franck Piccard France     | Harald Krenn Autriche     | Guido Hinterseer Autriche |
| Slalom géant 6 mars 1982 | Günther Mader Autriche    | Guido Hinterseer Autriche | Johan Wallner Suède       |
| Slalom 7 mars 1982       | Johan Wallner Suède       | Oswald Tötsch Italie      | Guido Hinterseer Autriche |
| Combiné, 7 mars 1982     | Guido Hinterseer Autriche | Jürgen Grabher Autriche   | Tomaž Čižman Yougoslavie  |

### Femmes
| Épreuves                 | Or                                 | Argent                     | Bronze                                            |
| ------------------------ | ---------------------------------- | -------------------------- | ------------------------------------------------- |
| Descente 4 mars 1982     | Catherine Quittet France           | Chantal Hudry France       | Carole Merle France                               |
| Slalom géant 5 mars 1982 | Michaela Gerg Allemagne de l'Ouest | Anja Leskovšek Yougoslavie | Linda Rocchetti (pl) Italie                       |
| Slalom 6 mars 1982       | Anja Leskovšek Yougoslavie         | Monika Hess Suisse         | Alexandra Probst Autriche Minna Pelkonen Finlande |
| Combiné, 6 mars 1982     | Paoletta Magoni Italie             | Sylvia Eder Autriche       | Linda Rocchetti (pl) Italie                       |